# Trata (Škofja Loka, Slovenija)
Trata je naselje u slovenskoj Općini Škofji Loki. Trata se nalazi u pokrajini Gorenjskoj i statističkoj regiji Gorenjskoj. 

## Stanovništvo
Prema popisu stanovništva iz 2002. godine naselje je imalo 163 stanovnika.